# ロンドン条約 (1839年)
ロンドン条約（ロンドンじょうやく、Treaty of London of 1839）は、五国同盟とネーデルラント連合王国間で1839年に結ばれた条約。

## 概要
1830年のベルギー革命で、ベルギーは実質的に独立し、レオポルド1世が即位した。ヨーロッパの列強はロンドン会議で議定書を採択してこれを認めたが、オランダ王ウィレム1世はベルギー独立の承認を拒否していた。ベルギー政府もまた、ルクセンブルクが除外された自国領土の範囲およびオランダ国債の分担問題で反発するなど、双方は拮抗した。
ベルギー独立を阻止するためのオランダ軍の侵攻がフランスの介入で失敗しながら1833年に休戦協定を結ばれたのに、ウィレム1世はその後も粘り、事態は進展しなかった。しかし時間が経つにつれ、ウィレム1世も列強の議定書を受け入れることが、それさえも領土をより多く保持できることを認識し、ついに1838年に再開された国際会議を通じて独立を承認した。この条約により1830年から事実上独立したオランダの南部地方はベルギー王国として国際的に認められるようになり、リンブルグ州はベルギー領とオランダ領に分かれた。一方、ルクセンブルク大公国はオランダと同君連合を結び、ドイツ連邦の一員だった。大公国は分割され、ベルギーの新しいルクセンブルク州に領土の3分の2を譲渡しなければならなかった。分割は元々領土の3分の1を占め、元々人口の半分が居住した巨大な公国を残し、オランダとの同君連合でオランダ王が統治した。この規定は1839年の条約に関して「第2次ロンドン条約」として知られる1867年の条約によって再確認され、1890年にウィレム3世が亡くなるまで続いた。

## 内容
- 各国はベルギーの独立を承認する。
- ベルギーは、ウェスト＝フランデレン、オースト＝フランデレン、ブラバント、アントウェルペン、エノー、ナミュールとリエージュ、ルクセンブルクの半分（リュクサンブール州）とリンブルフの半分（リンブルフ州）から構成される。
- ベルギーは永世中立国になる。

## 「紙屑」

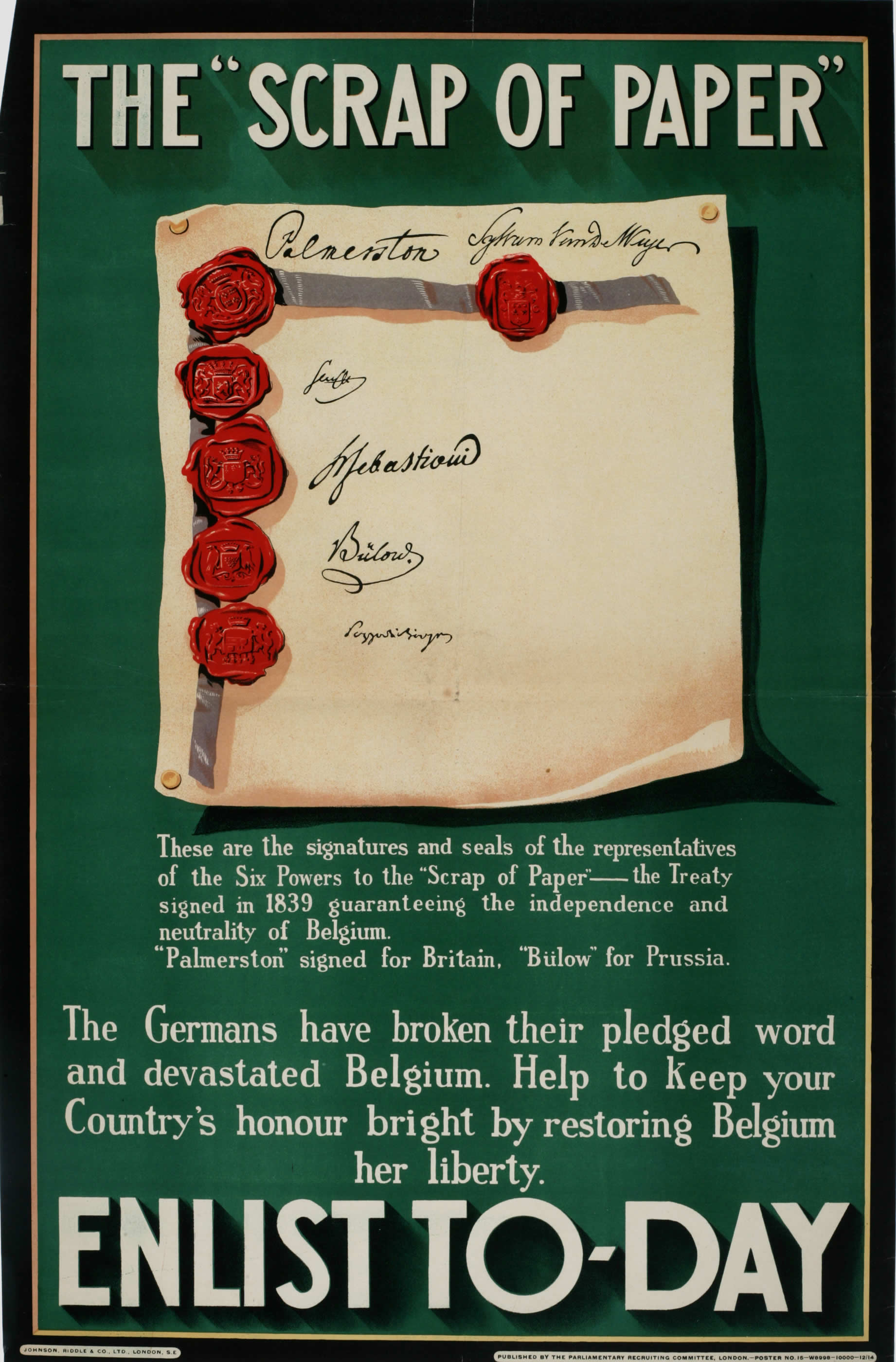
軍への入隊を促すイギリスのプロパガンダ。以下翻訳：
「紙屑」
この「紙屑」-1839年に署名されたベルギーの独立と中立を保証する条約-には六大国の代表の署名と証印がある。
「Palmerston」はイギリスのために署名し、「Bülow」はプロイセンのために署名した。
ドイツ人は固く誓約した言葉を破り、ベルギーを荒らした。ベルギーの自由を回復させ、以て我が国の名誉を輝かせ続けるために助力せよ。
本日入隊せよ

この条約はベルギーが九年間も粘った結果といえるが、その後も影響力を発揮した。1914年8月、ドイツ帝国が条約に違反して中立国ベルギーを侵攻すると、イギリスはこの条約を理由にドイツに宣戦した。イギリス宣戦の知らせがドイツ宰相テオバルト・フォン・ベートマン・ホルヴェークに届くと、彼は「イギリスとドイツが紙切れ一枚のために戦うのか」とショックを受けたという。